# محمدحسن ناصرالدین صاحب‌الزمانی
محمدحسنِ ناصرالدینِ صاحب‌الزمانی (زادهٔ ۱۳۰۹)، پژوهشگر، مؤلف، مترجم و اسپرانتیست ایرانی در جهانِ زبان اسپرانتو است. او دکتری تخصصی روان‌شناسی دارد.
بنیانگذار اولین اداره بهداشت روانی در ایران
هم‌زمان با آغاز کار بخش بیماری‌های روانی در دانشکده پزشکی، دانشگاه تهران(سال 1329)، وزارت بهداری نسبت به سامان دهی وضع بهداشت روانی کشور علاقه‌مندی بیشتری نشان داد؛ ولیکن به علت اندک بودن تعداد روان پزشکان و نبود فرد متخصصی که بتواند به‌طور تمام وقت در رأس چنین اداره‌ای خدمت نماید، عملی کردن این تصمیم به تعویق می‌افتاد. تا این که دکتر ناصرالدین صاحب الزمانی، که دوره عالی روان‌شناسی بالینی را در آلمان طی کرده بود به ایران بازگشت و با دعوت وزارت بهداری از ایشان برای احراز مقام ریاست و پذیرفتن ایشان در خرداد ماه سال ۱۳۳۸ اداره بهداشت روانی در وزارت بهداری گشایش یافت.
اولین پژوهش همه‌گیرشناسی اختلالات روانی در ایران
نخستین پژوهش همه‌گیرشناسی اختلالات روانی در ایران از طریق اداره بهداشت روانی، به ریاست دکتر صاحب الزمانی، با سرپرستی دکتر باش (مستشار عالی بهداشت روانی از سازمان جهانی بهداشت) و با همکاری گروه روان‌پزشکی دانشگاه شیراز و رئیس اداره آمار وزارت بهداری ابتدا در سال ۱۳۴۲ در چند روستای ناحیه مرودشت استان فارس و سپس در سال‌های ۱۳۴۸ و ۱۳۴۹ به ترتیب در چند روستای استان خوزستان و شهر شیراز انجام گرفت.

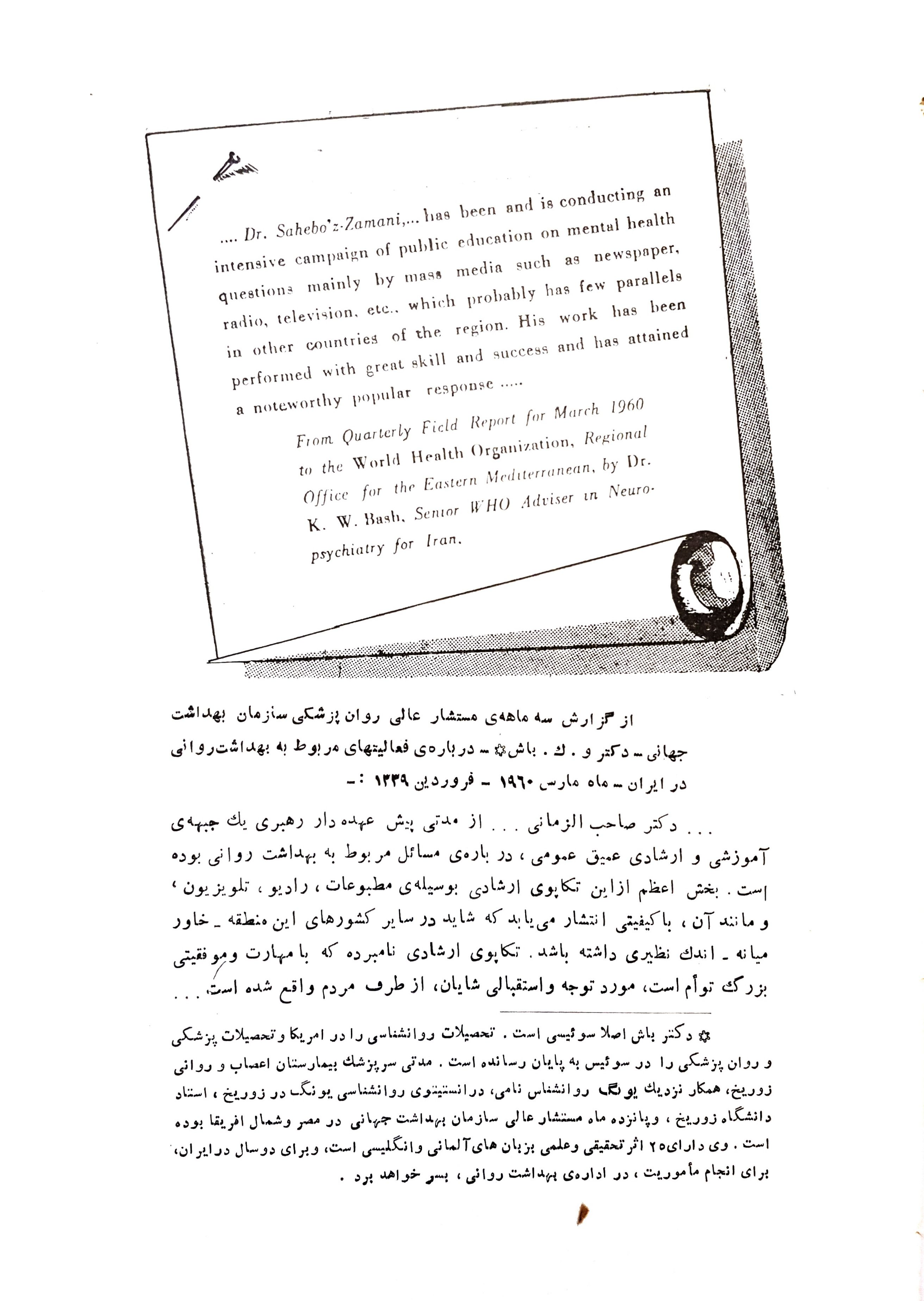
اظهار نظر پرفسور باش، مستشار عالی سازمان جهانی بهداشت درباره‌ی فعالیت های دکتر ناصرالدین صاحب الزمانی، در زمینه‌ی بهداشت روانی در ایران، برگرفته از کتاب"روح بشر"

## سوابق اسپرانتویی
دکتر صاحب‌الزمانی، عضو افتخاری انجمن جهانی اسپرانتو (از سال ۱۹۸۳) و مؤلف کتاب زبان دوم (خودآموز زبان جهانی اسپرانتو) است؛ این اثر برای چندین دهه به عنوان مهم‌ترین کتاب آموزشی اسپرانتو به زبان فارسی شناخته شده است. صاحب الزمانی تنها ایرانی است که در فهرست صد اسپرانتیست برجستهٔ جهان قرار گرفته‌است.
از جمله دیگر تألیفات مهم اسپرانتویی صاحب‌الزمانی می‌توان به ترجمهٔ دیوان حافظ به زبان اسپرانتو (در همکاری با نامزد نوبل ادبیات، ویلیام الد) و همین‌طور کتاب ادبیات امید (نخستین کتاب فارسی که به‌طور اختصاصی به تاریخ و ترجمهٔ گزیدهٔ ادبیات اسپرانتو پرداخته‌است) اشاره داشت.

## خلق موج سوم جنبش اسپرانتو در ایران
صاحب‌الزمانی توانست در دههٔ پنجاه شمسی، موج تازه‌ای از جنبش اسپرانتو در ایران را ایجاد کند (موسوم به موج سوم جنبش اسپرانتو در ایران). وی با برگزاری کلاس‌های آموزشی اسپرانتو در دانشگاه تهران، الهام‌بخش تدریس واحد اختیاری زبان اسپرانتو در مهم‌ترین دانشگاه‌های ایران شد.

## دیگر تألیفات در شاخه‌های علوم انسانی
صاحب الزمانی افزون بر زبان جهانی اسپرانتو، در حوزه‌های متعدد دیگری نیز تألیفاتی ارزنده بر جای گذاشته‌است که از آن جمله می‌توان به موارد زیر اشاره داشت:
- سخنان سجاد (۱۳۲۶)
- منطق برای همه (۱۳۲۸)
- اصول آموزش انشاء (۱۳۲۹)
- روان‍ک‍اوی و ت‍ح‍ری‍م زن‍اش‍ویی ب‍ا م‍ح‍ارم (ت‍رج‍م‍ه ب‍ا گ‍ف‍ت‍اری در ب‍اره ج‍ام‍ع‍ه‍. ش‍ن‍اس‍ی ش‍ب‍ک‍ه ت‍ح‍ری‍م ج‍ن‍س‍ی، 1337)[۹]
- زن در حقوق ساسانی (ترجمه و ملحقات، با مقدمه ای در تیپ‌شناسی حقوقی، و روانشناسی جنسی ایران ساسانی، ۱۳۳۷)
- مقدمه بر کتاب «روانشناسی و دشواری‌های تربیتی» از دکتر نینا ردنور، ترجمهٔ منوچهر نیستانی، ۱۳۳۷.
- کتاب روح بشر. چاپخانه زهره. تهران ۱۳۳۹
- راز ک‍رش‍م‍ه‌ه‍ا (س‍ی و پ‍ن‍ج گ‍ف‍ت‍ار رادی‍ویی و ی‍ک م‍ق‍ال‍ه درب‍ارهٔ م‍س‍ائ‍ل روان‍ش‍ن‍اس‍ی و ب‍ه‍داش‍ت روان‍ی ب‍ا ت‍وج‍ه ب‍ه ادب‍ی‍ات ف‍ارس‍ی و زن‍دگ‍ی اج‍ت‍م‍اع‍ی در ای‍ران، 1341)[۱۰]
- آن سوی چهره‌ها (۱۳۴۳)
- دیباچه ای بر رهبری (۱۳۴۵)
- خداوند دو کعبه (مصاحبه با پیتیریم الکساندروویچ سوروکین، ۱۳۴۶)
- ج‍وان‍ی پ‍ررن‍ج: پ‍ژوه‍ش‍ی درب‍اره م‍س‍ائ‍ل ج‍وان‍ان ای‍ران (ت‍ه‍ران: عطائی، ۱۳۴۶)[۱۱]
- اق‍ت‍ص‍ادِ ب‍ی‍م‍ارِ ک‍ت‍اب (تهران: اتحادیه ناشران و کتابفروشان، ۱۳۴۷)
- سهم اسلام در تمدن جهان (سخنرانی در دانشگاه تبریز، ۱۳۴۹)
- خ‍ط س‍وم: درب‍اره ش‍خ‍ص‍ی‍ت، س‍خ‍ن‍ان، و ان‍دی‍ش‍ه‍. ش‍م‍س ت‍ب‍ری‍زی،1351)[۱۲]
- فرهنگ و انقلاب زبان، متن سخنرانی در تالار امور فرهنگی دانشگاه تهران، معرفی برترین دستاورد بشر در قلمرو زبان (۱۳۵۵)
- ادبیات امید، آشنایی با ادبیات ربان جهانی اسپرانتو، متن سخنرانی در تالار امور فرهنگی دانشگاه تهران، به مناسبت نودمین سالگرد زبان جهانی اسپرانتو (۱۳۵۶)
- فردا شدن امروز، دیالکتیک زبان و اندیشه (مصاحبهٔ احمد مهدوی با دکتر ناصرالدین صاحب الزمانی، ۱۳۵۷)
- و نمی‌دانند چرا؟ (تهران:زریاب، ۱۳۷۸)[۱۳]
- مجموعه مقالاتی در آسیب‌شناسی و کالبدشکافی سلطنت استبدادی[۱۴]

## دیگر سوابق
- مجری رادیویی در آلمان، انگلیس و ایران (در دههٔ سی شمسی)[۱۵]